# Ельт, Отто Эдуард Август
Отто Эдуард Август Ельт (фин. Otto Edvard August Hjelt; 18 апреля 1823, Турку, Великое княжество Финляндское, Российская империя — 13 июня 1913, Гельсингфорс) — финский врач шведского происхождения, патологоанатом, профессор. Доктор философии (1847) и доктор медицины и хирургии (1855). Историк медицины. Архиятр Великого княжества Финляндского.

## Биография
Родился в семье издателя. Медицинское образование получил в университетах Гельсингфорса, Вюрцбурга, Берлина, Праги и Вены.
Сначала работал прозектором, доцентом анатомии в Гельсингфорсском университете, с 1859 по 1885 г. занимал там же кафедру патологической анатомии. Совершил ряд поездок по Скандинавии и в Центральную Европу.
Кроме научной карьеры Ельт усердно работал над организацией здравоохранения в Финляндии, и Хартией здоровья Финляндии 1879 года, ставшей его основной работой на протяжении долгих лет.
Был также главным врачом в Хельсинкском институте.
Им основан впервые при Университете Патолого-анатомический институт.
Оказал большое влияние на законодательство в области здравоохранения в Финляндии, а также был видным исследователем в области истории естественных наук и медицины. Его называют отцом истории медицины в Финляндии.
Был членом Общества науки и знаний в Гётеборге (1878), Научного общества в Уппсале (1894), Шведской королевской Академии наук (1907), получил звание почётного доктора философии Университета Линнея и университета в Уппсале. В 1910 году стал почетным членом Финской академии наук и литературы.

## Избранные труды
Наиболее полной и важной из научно-исторических работ Ельта была история шведской и финской медицинских систем в 1663–1812 гг . в трех томах. 
- Naturhistoriens studium i Finland under sjuttonde och adertonde seklet (1868)
- Minnestal öfver Alexander von Nordmann (1868)
- Om handeln med gifter (1870)
- Den patologisk-anatomiska inrättningen vid det finska universitetet under åren 1859—1871 (1871) и 1871—1883 (1884)
- Öfversigt af ett tusen liköppningar (1872)
- Bidrag till sundhetslagstiftningen i Finland (två band, 1873-75)
- Carl von Linné som läkare och hans betydelse för den medicinska vetenskapen i Sverige (1877, ny omarbetad upplaga till Linnéfesten 1907)
- Finlands medicinalförvaltning (1882)
- Olof af Acrel, den svenska kirurgins fader (1884)
- Svenska och finska medicinalverkets historia (tre band, 1891-93)
- Svenska och finska medicinalverkets historia 1663—1812 D. 1. Helsingfors. 1891. Libris m185n0n7k259z5gg
- Naturhistoriens studium vid Åbo universitet (1896)
- Finlands medicinska bibliografi 1640—1900, systematiskt ordnad (1905)
- Det finska universitetets disputations- och programlitteratur under åren 1828—1908 systematiskt ordnad (1909)
- Sveriges biologiska disputations- och programlitteratur 1700-vårterminen 1910 (i «Bidrag till kännedom af Finlands natur och folk» 70, 1911)